# Tritheledontidae
Tritheledontidae, por vezes denominada Ictidosauria, foram cinodontes de pequeno e médio porte (cerca de 10 ou 20 cm de comprimento). Constituem um grupo de pequenos cinodontes extremamente derivados, aproximando-se em muito da condição mamaliana, embora ainda mantivessem algumas características anatômicas dos amniotas primitivos. Tritelodontídeos foram principalmente carnívoros ou insetívoros, embora algumas espécies exibissem características relacionadas à omnivoria. Seus esqueletos mostram que eles tinham uma relação próxima com os mamíferos. Triteledontídeos ou algum grupo relacionado originou os mamíferos primitivos. Os triteledontídeos são uma das linhagens de terápsidos não-mamalianos mais duradouras, seu registro fóssil estende-se do final do Triássico até o período Jurássico. Triteledontídeos foram extintos no período Jurássico, possivelmente devido à competição com mamíferos basais, como os triconodontes. Eles são conhecidos a partir de fósseis encontrados no Brasil, Argentina e África do Sul, indicando que viveram somente no supercontinente de Gondwana. A família Tritheledontidae foi definida pelo médico e paleontólogo escocês Robert Broom em 1912.

## Gênero
- Riograndia (um triteledontídeo basal)
- Subfamília Thritheledontinae
  - Chalimia
  - Diarthrognathus
  - Elliotherium
  - Irajatherium
  - Pachygenelus
  - Trithelodon